# 存在概括
存在概括(英语:Existential generalization，简称EG)是谓词逻辑有效推理规则之一。该规则允许论者从一项具体陈述演绎至一项量化概括论述，或存在量化。一阶逻辑中，作为存在量词的规则常用于正式证明。
例：一只叫罗孚的狗喜欢摇尾巴，所以有些东西喜欢摇尾巴。
用费奇符号可记为:
{\displaystyle Q(a)\to \ \exists {x}\,Q(x)}
常量小写a在 Q(x)中代替了所有自由变量。a代表一个常量，在这个例子中是狗。Q代表他的属性，在这里是“摇尾巴（的）”。x代表概括后的变量，可以是任何东西，但属于Q，在例子中是摇尾巴的。∃x是一个存在量化，意即“有一些x”
直译该费奇式可得出：“有一个体a，如果对该a来说有Q的属性，则有一些个体x有Q的属性”。

## 关联项目
- 全称实例化
- 普遍化
- 存在列举